# Station St Mary Cray
Station St Mary Cray is een spoorwegstation van National Rail in de plaats St Mary Cray in de London Borough of Bromley in het zuidoosten van de regio Groot-Londen, Engeland. Het station is eigendom van Network Rail en wordt beheerd door Southeastern.